# A6 (Zypern)
Die Autobahn A6 ist eine Autobahn in Zypern. Die Autobahn bildet eine Ost-West-Verbindung über den Südwesten der Insel von Limassol nach Paphos und ist eigentlich eine Erweiterung der A1 von Nikosia. Die Autobahn ist 66 Kilometer lang.

## Straßenbeschreibung
Im Westen der Hafenstadt Limassol beginnt die Autobahn als Verlängerung der A1 aus Nikosia. Die Autobahn führt vierspurig Richtung Westen durch die britische Militärbasis Akrotiri. Die Autobahn verläuft entlang der Küste, mit einigen spektakulären Blicken auf das Meer und die Felsenküste. Es geht entlang des Flughafens von Paphos; die A6 endet in einem Kreisverkehr in Paphos.

## Geschichte
Der A6 ist das letzte große Projekt der zyprischen Regierung zur Verbindung der wichtigsten Städte des Landes mit Autobahnen. Der letzte Abschnitt wurde 2006 eröffnet. Sie ist die einzige Autobahn auf Zypern mit einem Tunnel von 950 Metern sowie einer etwa 110 Meter langen Brücke.